# Пизани (род)
Пизани (итал. Pisani) — дворянский род.
Происходит из Пизы, откуда предки его около 905 г. переселились в Венецию.
- Николо Пизани, адмирал венецианского флота, известный морскими победами в войне с Генуей в 1350—1355 гг.
- Витторио Пизани, адмирал, племянник Николо[1], руководивший венецианским флотом в войне Кьоджи (1378—1381).
- Альвизе Пизани (1664—1741), 114-й дож Республики Венеция.
- Двое из рода Пизани были кардиналами: Луиджи Пизани (1522–1570) и Франческо Пизани (1494–1570). Одна ветвь рода поселилась в Константинополе.
- Николя (Николай Антонович) Пизани (Nikolas Pisani) в 1772 г. поступил на русскую службу, был драгоманом русского посольства в Константинополе, сидел вместе с Я. И. Булгаковым в Семибашенном замке, потом был драгоманом Азиатского департамента (1802).

Род Пизани внесён в III часть родословных книг Виленской, Ковенской и С.-Петербургской губ.